# Webber-Nunatak
Der Webber-Nunatak ist ein 495 m hoher Nunatak im westantarktischen Ellsworthland. Er ragt 11 km westlich des Mount Manthe im südlichen Teil des Hudson-Gebirges auf.
Aufgrund von Satellitenaufnahmen wird vermutet, dass der Webber-Nunatak 1985 Schauplatz eines Vulkanausbruchs gewesen sein könnte. Ergänzende Beobachtungen, die diese Annahme unterstützen, liegen bisher aber nicht vor.
Luftaufnahmen der United States Navy, die im Rahmen der Operation Highjump (1946–1947) erstellt wurden, dienten seiner Kartierung. Das Advisory Committee on Antarctic Names benannte ihn 1968 nach George E. Webber, einem 1967 auf der Byrd-Station tätigen Elektroingenieur.